# إليزابيتا ريباني
إليزابيتا ريباني (من مواليد 30 مارس 1986) سياسية إيطالية شغلت منصب نائب منذ 23 مارس 2018.